# University of Ghana
University of Ghana – ghański uniwersytet, najstarsza tego typu placówka w kraju. 
Nauczanie odbywa się w języku angielskim. Obiekty uczelni rozmieszczone są głównie w strefie podmiejskiej Akry z głównym kampusem w miejscowości Legon. Od 2008 do 2018 funkcję kanclerza uczelni pełnił Kofi Annan. Obecnie funkcję tę sprawuje Mary Chinery-Hesse.

## Historia
Uczelnia rozpoczęła działalność w 1948 pod nazwą University College of the Gold Coast – jako filia Uniwersytetu Londyńskiego na terenie Złotego Wybrzeża, przeznaczona dla studentów z Brytyjskiej Afryki Zachodniej (bez prawa nadawania stopni naukowych). Od 1 października 1961 college decyzją parlamentu Republiki Ghany został przekształcony w samodzielny uniwersytet, a jego pierwszym rektorem został ówczesny prezydent republiki dr Kwame Nkrumah.  
Na terenie głównego kampusu zlokalizowana jest Balme Library – główna biblioteka uniwersytecka.